# SN 1987A
SN 1987A ist die erdnächste Supernova, die seit der Supernova 1604 beobachtet werden konnte. Sie wurde am 24. Februar 1987 entdeckt und fand in der Großen Magellanschen Wolke (GMW) statt. Diese ist etwa 48.000 ± 5.000 Parsec entfernt, was rund 157.000 ± 16.000 Lichtjahren entspricht.
Sie ist bis heute für die Astrophysik die bedeutendste, weil sie durch ihre Nähe und große Helligkeit erstmals eine genaue Spektroskopie einer solchen Explosion ermöglichte. Der Mechanismus von SN 1987A wird als Kernkollaps interpretiert.

## Vorgängerstern und Überrest
SN 1987A war die erste Supernova, bei der man den Vorgängerstern identifizieren konnte. Der mit seinem Kernkollaps die Explosion auslösende Stern war Teil eines Dreifachsternsystems. Er wurde bereits vor seinem Untergang von Nicholas Sanduleak in einem Verzeichnis von heißen blauen Sternen in der GMW klassifiziert. Der Kollapsar wird mit Sanduleak −69° 202 (kurz Sk −69 202) bezeichnet und besaß etwa 17 Sonnenmassen. Seine scheinbare Helligkeit betrug 12,2 mag. Sk −69 202 beendete sein Leben als so genannter Blauer Überriese. Sein Alter zum Zeitpunkt der Explosion wird auf „nur“ etwa 20 Millionen Jahre geschätzt. Während dieser kurzen Lebensspanne verfeuerte er seinen Energievorrat im Vergleich zur Sonne, die bereits etwa 5 Milliarden Jahre alt ist, also um ein Vielfaches schneller.
Aufgrund theoretischer Betrachtungen wird vermutet, dass der Kernkollaps von Sk −69 202 zur Bildung eines Neutronensterns führte. Aber weder im Bereich der Röntgenstrahlung, der Radiostrahlung noch im optischen Bereich konnte eine Strahlungsquelle am Ort des Vorgängersterns gefunden werden. Auch die Suche nach einer gepulsten Quelle, charakteristisch für einen Pulsar, war nicht erfolgreich. Es gibt zahlreiche Hypothesen bezüglich des Fehlens eines nachweisbaren Neutronensterns, so zum Beispiel:
- Zurückgefallene Materie hat zur Umwandlung des Neutronensterns in ein Schwarzes Loch geführt.
- Eine kalte Staubwolke verhindert den Nachweis des Neutronensterns aufgrund von Absorption.
- Anstatt eines Neutronensterns hat sich ein Quarkstern gebildet.

Die Überreste der Supernova 1987A sind heute eines der am häufigsten untersuchten astronomischen Objekte. Beispielsweise geben fortgesetzte Untersuchungen mit dem Hubble-Weltraumteleskop die Entwicklung über mehr als 20 Jahre wieder, mit dem Atacama Large Millimeter/submillimeter Array im Jahr 2020 nun doch einen Hinweis auf den Neutronenstern, oder Infrarotbeobachtungen mit dem James Webb-Weltraumteleskop kurz nach dessen Inbetriebnahme eine detaillierte Struktur.

Aufnahmesequenz der Jahre 1994 bis 2016, Hubble-Weltraumteleskop: Die Kollision der Supernovaüberreste mit 20.000 Jahre zuvor abgestoßener Materie wird erkennbar.
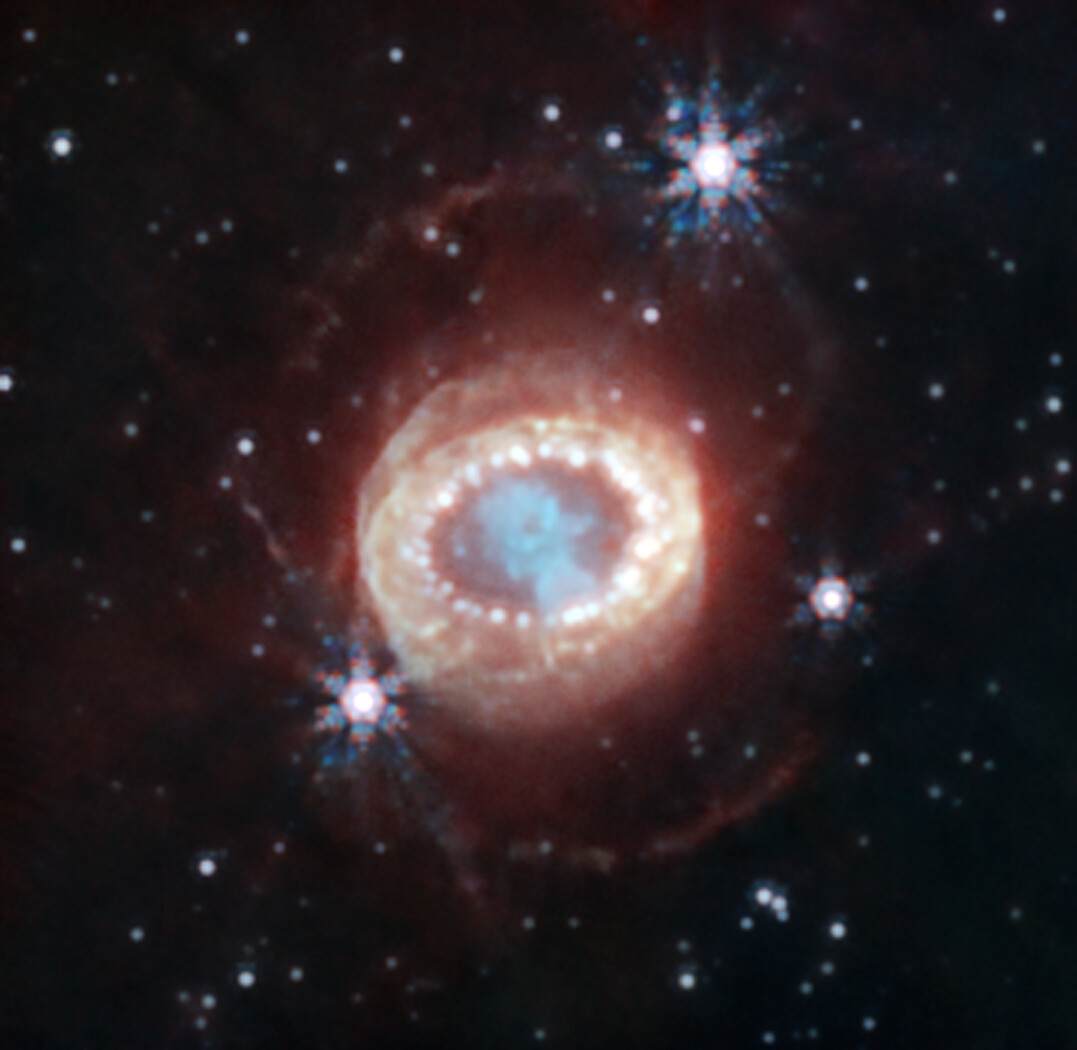
Infrarotaufnahme mithilfe des James Webb-Weltraumteleskops, 2023
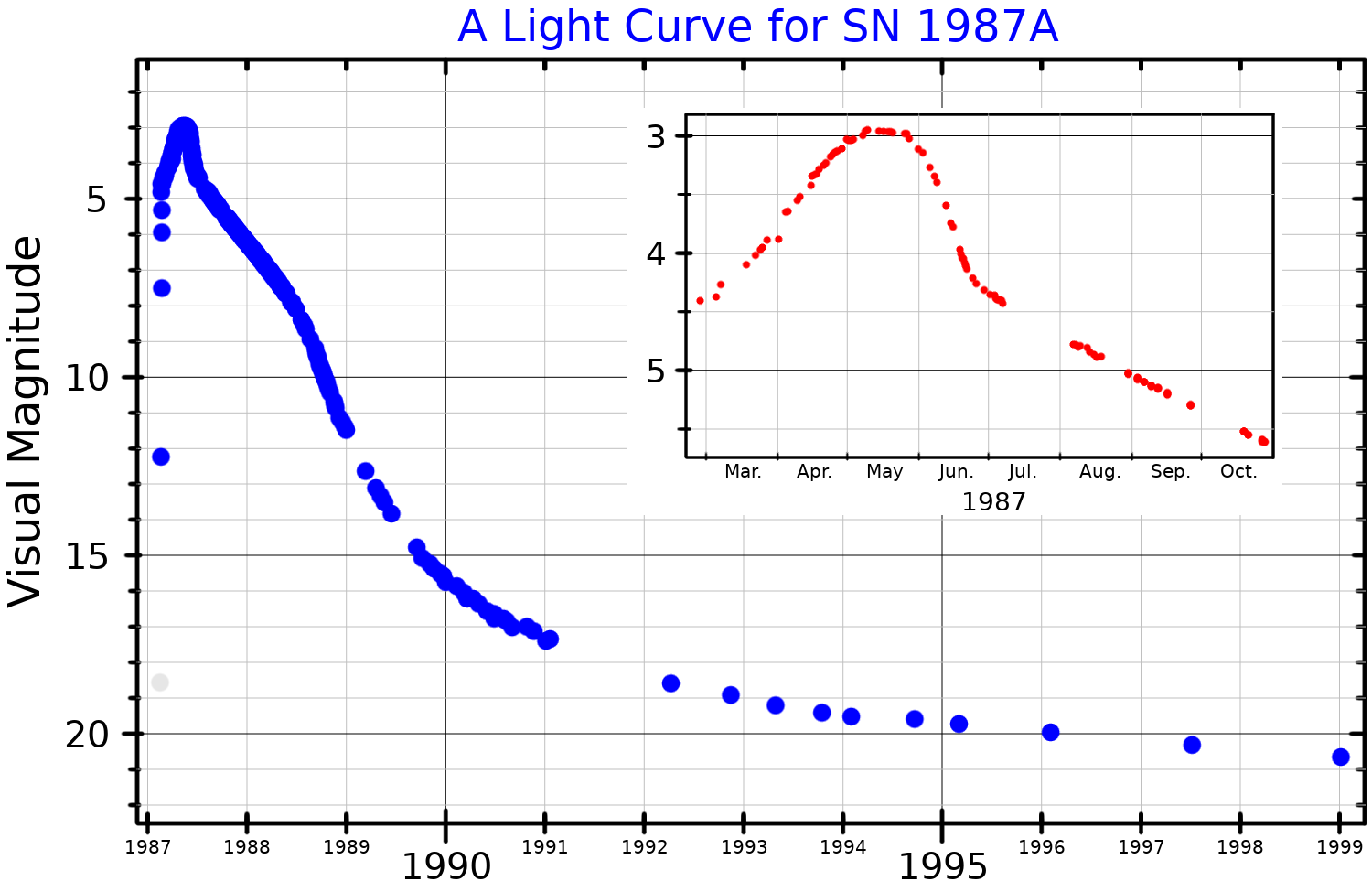
Lichtkurve in dem Zeitraum 1987–1999

## Neutrinoausstoß
Drei Stunden bevor das sichtbare Licht die Erde erreichte, wurde ein starker Neutrino-Ausstoß von verschiedenen Neutrino-Observatorien festgestellt, die eigentlich zur Untersuchung der Neutrinooszillation und zur Suche nach Protonenzerfall betrieben worden waren. Dies war die erste Neutrinomessung an einer Supernova und bestätigte theoretische Modelle, denen zufolge große Teile der Energie einer Supernova in Form von Neutrinos abgestrahlt werden. Da die Neutrinodetektoren nicht empfindlich genug waren, konnte nicht das volle Energiespektrum erfasst werden.
Im Kamiokande-Detektor wurde ein Puls von elf Neutrinos in dreizehn Sekunden beobachtet, acht im Irvine Michigan Brookhaven Experiment, möglicherweise fünf im Mont Blanc Underground Neutrino Observatory und fünf im Baksan-Detektor Dies sind bis heute die einzigen nachgewiesenen Neutrinos, die sicher aus einer Supernova stammen, welche wiederum wenige Stunden später mit Teleskopen beobachtet werden konnte.
Die Neutrinos erreichten vor dem Licht die Erde, da sie praktisch ohne Wechselwirkung (also ungebremst) Materie durchqueren können. So verließen sie den kollabierenden Kern und die Schockwelle direkt nach dem Ereignis – das Licht der Supernova wurde erst sichtbar, als die Explosion die Sternoberfläche erreicht hatte, was ungefähr drei Stunden später der Fall war. Der Unterschied in der Ankunftszeit von wenigen Stunden nach circa 157.000 Jahren bedeutet, dass die Geschwindigkeit der Neutrinos sich höchstens minimal von der des Lichts unterscheidet.